# Chef de chœur

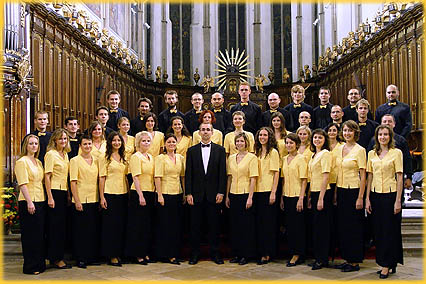
Chœur et son chef de chœur au centre.

Dans la musique classique, un chef de chœur est un musicien chargé de préparer et de coordonner les différents pupitres d'un chœur ou d'une chorale, en vue d'exécuter une œuvre musicale. Il peut être assisté dans son travail par des chefs de pupitre.

## Description
(janvier 2016).
Le mot cantor (chantre en latin médiéval) est plutôt utilisé dans les pays germaniques, sous la forme Kantor, pour désigner celui qui dirige une « chapelle musicale ». Il s'agit donc du maître de chapelle (ou « maître de chœur » "magister chori") d'une église. Le plus connu d'entre eux est certainement Jean-Sébastien Bach, Cantor de l'église Saint-Thomas de Leipzig, au XVIIIe siècle.
De nos jours, lorsque l'œuvre doit être interprétée a cappella ou accompagnée d'un petit nombre d'instruments, la direction musicale est normalement assurée par le chef de chœur ; lorsque l'œuvre doit être interprétée avec un orchestre, la direction musicale de l'ensemble ainsi formé, est généralement assurée par le chef d'orchestre.
Parmi les chefs de chœur célèbres actuellement ou bien exerçant ou ayant exercé un rôle important dans la musique vocale, on peut citer John Alldis, Stéphane Caillat, Philippe Caillard, Michel Corboz, Eric Ericson, John Eliot Gardiner, Pierre Cao, Jacques Grimbert, Philippe Herreweghe, Sofi Jeannin, Arthur Oldham, Michel Piquemal, Jean Sourisse, Joël Suhubiette, Paul Van Nevel Nicole Corti.
Plusieurs parmi eux tels Michel Corboz, John Eliot Gardiner, Philippe Herreweghe ou Karl Richter sont aussi chefs d'orchestre, même s'ils se sont longtemps spécialisés dans la musique chorale.

### Formation

#### En France
En France, en ce qui concerne la formation des chefs de chœur, les classes et les diplômes sont apparus progressivement depuis les années 1980. La première classe de direction de chœur supérieure a été créée en 1979 au Conservatoire national supérieur de musique de Lyon et confiée à Bernard Tétu. Actuellement[Quand ?] il existe une quarantaine de classes de direction de chœur, principalement dans les CRR (Conservatoires à rayonnement régional) et dans les Pôles sup (pôles supérieurs), qui délivrent des diplômes certifiant la formation suivie (DEM, DNOP ou DE).
Les chefs de chœur amateurs qui souhaitent se former le font le plus souvent lors de stages organisés par les fédérations chorales nationales Choralies A Cœur Joie, Confédération Musicale de France ou les Missions Voix en régions.